# إيدن غولان
إيدن غولان (بالعبرية: Эден Голан؛ بالروسية: Эден Голан؛ من مواليد 5 أكتوبر 2003) مغنية روسية إسرائيلية بدأت حياتها المهنية بالمشاركة في الاختيار الروسي لمسابقة الأغنية الأوروبية للصغار 2015، وبعد ذلك في مسابقة التلفزيون الروسي The Voice Kids. فازت في مسابقة الأغنية الإسرائيلية النجم الصاعد والذي يعطيها الحق في تمثل البلاد في مسابقة الأوروبية لهذا العام، مثلت إسرائيل في مسابقة الأغنية الأوروبية 2024 في السويد بأغنية "إعصار" التي احتلت المركز الخامس إجمالاً والمركز الثاني بناءً على تصويت الجمهور. تأتي هذه المشاركة بالرغم من أشهر من الاحتجاجات المناهضة لإسرائيل ضد مشاركتها ممثليها في مسابقة الأغنية الأوروبية على خلفية حرب الإسرائيلية على غزة، قبل المسابقة تم تنظيم مظاهرة كبيرة مناهضة لإسرائيل في وسط مدينة مالمو، حضرها ما يقدر بنحو 12,000 شخص وفقا للشرطة. وذكرت وسائل إعلام سويدية أنه تم اعتقال تسعة أشخاص على الأقل خلال الاحتجاج، واستخدمت الشرطة رذاذ الفلفل لتفريق الحشود. ونظم تجمع أصغر حجما مؤيد لإسرائيل بينما مؤمناً بالكامل من قبل الشرطة.